# René-Jean Monneret
Pour les articles homonymes, voir Monneret.
René-Jean Monneret (né le 21 juin 1937 à Ney) est un athlète français, spécialiste des épreuves combinées.
Il remporte six titres de champion de France du décathlon, en 1960, 1961, 1962, 1963, 1964 et 1965.
Le 22 juin 1963, à Melun, il établit un nouveau record de France du décathlon avec 6 891 points. Ce record sera amélioré en 1965 par Bernard Castang.
Il est le frère ainé de Christian Monneret, champion de France du lancer du javelot.